# Michael Wolfgramm
Michael Wolfgramm (Schwerin, 8 marzo 1953) è un ex canottiere tedesco, laureatosi campione olimpico per la Germania Est nel quattro di coppia a Montréal 1976 insieme a Wolfgang Güldenpfennig, Rüdiger Reiche e Karl Heinz Bussert.
Wolfgramm venne convocato per i Giochi solo in sostituzione dell'ammalato Martin Winter per poi non essere mai più selezionato.
Nel 1972 si è laureato campione nazionale.

## Palmarès
- Giochi olimpici

Montréal 1976: oro nel quattro di coppia.